# Bill Leversee
William Neil Leversee, detto Bill (Van Nuys, 2 giugno 1964), è un ex rugbista a 15, allenatore di rugby a 15 e dirigente sportivo statunitense, seconda linea, primo giocatore internazionale per il suo Paese a militare nel campionato italiano.

## Biografia
Nativo di Van Nuys, in California, Leversee militò per quasi tutta la sua carriera nell'Old Mission Beach Athletic Club (OMBAC) di San Diego; laureatosi all'Università della California, Santa Barbara, perfezionò i suoi studi in Economia a Durban, in Sudafrica.
Nel periodo sudafricano militò nella selezione di Currie Cup del Natal.
Esordì nel 1988 in Nazionale statunitense a Mosca contro la Romania, e fu anche selezionato per la Coppa del Mondo di rugby 1991 in Inghilterra.
Nel 1993 Leversee fu in Italia, al Mirano, primo nazionale statunitense a militare in serie A1 e più in generale in Italia.
Dopo il ritiro, in parallelo alla sua attività professionale di dirigente aziendale, è stato allenatore e dirigente sportivo, presidente dell'OMBAC e, per i suoi meriti sportivi, figura dal 2009 alla Hall of Fame dell'UCSB, per cui militò durante gli anni universitari.